# زی‌ریپ
زی‌ریپ (به هلندی: Zeerijp) یک منطقهٔ مسکونی در هلند است که در لوپرسوم واقع شده‌است. زی‌ریپ ۴۴۰ نفر جمعیت دارد.